# Atletica leggera ai Giochi della V Olimpiade - Getto del peso
La competizione del getto del peso di atletica leggera ai Giochi della V Olimpiade si tenne il 10 luglio 1912 allo Stadio Olimpico di Stoccolma.

## L'eccellenza mondiale
| Record olimpico: 1904    | 14,81      | Ralph Rose    | Presente |
| Migliore prest. europea  | 14,86 1904 | Dennis Horgan | Assente  |
| Primatista mond. stag.le | 15,39      | Ralph Rose    | Presente |

## Risultati

### Turno eliminatorio
Tutti i 22 iscritti hanno diritto a tre lanci. Poi si stila una classifica. I primi tre disputano la finale (tre ulteriori lanci). I tre finalisti si portano dietro i risultati della qualificazione.
Ralph Rose, campione in carica e favorito per la vittoria finale, scaglia la palla di ferro a 14,98 m: è il nuovo record olimpico. Al terzo lancio sfonda quota 15 metri: 15,25.
| Gruppo | Pos. | Atleta              | Nazione       | Misura | Lanci | Lanci | Lanci |
| Gruppo | Pos. | Atleta              | Nazione       | Misura | 1°    | 2°    | 3°    |
| ------ | ---- | ------------------- | ------------- | ------ | ----- | ----- | ----- |
| B      | 1    | Ralph Rose          | Stati Uniti   | 15,25  | 14,98 | 14,68 | 15,25 |
| C      | 2    | Patrick McDonald    | Stati Uniti   | 14,78  | 14,54 | 14,27 | 14,78 |
| A      | 3    | Lawrence Whitney    | Stati Uniti   | 13,93  | N     | N     | 13,93 |
| B      | 4    | Elmer Niklander     | Finlandia     | 13,65  | 13,52 | N     | 13,65 |
| C      | 5    | George Philbrook    | Stati Uniti   | 13,13  | 12,84 | 13,13 | N     |
| A      | 6    | Imre Mudin          | Ungheria      | 12,81  | ND    | ND    | ND    |
| A      | 7    | Einar Nilsson       | Svezia        | 12,62  | 12,18 | N     | 12,62 |
| A      | 8    | Patrick Quinn       | Gran Bretagna | 12,53  | ND    | ND    | ND    |
| C      | 9    | André Tison         | Francia       | 12,41  | N     | 11,74 | 12,41 |
| A      | 10   | Paavo Aho           | Finlandia     | 12,40  | ND    | ND    | ND    |
| A      | 11   | Michalīs Dōrizas    | Grecia        | 12,05  | ND    | ND    | ND    |
| C      | 12   | Aurelio Lenzi       | Italia        | 11,57  | 10,52 | 11,25 | 11,57 |
| B      | 13   | Josef Schäffer      | Austria       | 11,44  | 11,44 | N     | N     |
| A      | 14   | Karl Halt           | Germania      | 11,16  | ND    | ND    | ND    |
| A      | 15   | František Janda-Suk | Boemia        | 11,15  | ND    | ND    | ND    |
| B      | 16   | Raoul Paoli         | Francia       | 11,11  | 9,81  | 10,61 | 11,11 |
| B      | 17   | Marcel Pelletier    | Lussemburgo   | 11,04  | 10,68 | 11,04 | N     |
| B      | 18   | Paul Willführ       | Germania      | 10,90  | N     | N     | 10,90 |
| B      | 19   | Mgirdiç Migiryan    | Turchia       | 10,63  | 10,33 | N     | 10,63 |
| C      | 20   | Ēriks Vanags        | Russia        | 10,44  | N     | N     | 10,44 |
| B      | 21   | Arvīds Ozols-Berne  | Russia        | 10,33  | N     | 10,33 | N     |
| C      | 22   | Charles Lagarde     | Francia       | 9,41   | 9,41  | N     | N     |

### Finale
Al primo lancio di finale Patrick McDonald, secondo in classifica a un'enorme distanza dal connazionale (14,78), lo scavalca con una poderosa spallata. Ralph Rose replica con 14,96, poi si accontenta dell'argento.
| Pos.    | Atleta           | Età | Nazione     | Misura | Lanci | Lanci | Lanci | Lanci |
| Pos.    | Atleta           | Età | Nazione     | Misura | Qual. | 4°    | 5°    | 6°    |
| ------- | ---------------- | --- | ----------- | ------ | ----- | ----- | ----- | ----- |
| Oro     | Patrick McDonald | 34  | Stati Uniti | 15,34  | 14,78 | 15,34 | N     | N     |
| Argento | Ralph Rose       | 27  | Stati Uniti | 15,25  | 15,25 | 14,96 | N     | N     |
| Bronzo  | Lawrence Whitney |     | Stati Uniti | 13,93  | 13,93 | N     | N     | N     |

Nel getto del peso a due mani, i due americani si scambiano la prima e la seconda posizione.

McDonald vincerà anche dopo la Prima guerra mondiale: sarà oro ad Anversa 1920 nel
Lancio del martello con maniglia corta.

Ralph Rose morirà in seguito ad un attacco di febbre tifoidea nel 1913, a soli 29 anni.